# Croton quercetorum
Croton quercetorum  es una especie de planta en la familia Euphorbiaceae. Es un árbol o arbusto endémico de Guatemala y fue únicamente registrado en el departamento de Jalapa en las laderas de la montaña del Cahuite a una altitud de 1600 m s. n. m. Puede alcanzar una altura de 8 m.

## Taxonomía
Croton quercetorum fue descrita por León Croizat y publicado en Publications of the Field Museum of Natural History, Botanical Series 22(8): 452. 1942.
Etimología
Ver: Croton
quercetorum: epíteto latino que significa "de los bosques de roble".